# Parque nacional Shuklaphanta
El Parque nacional Shuklaphanta es un área protegida en el Terai de la Región del Lejano Oeste, Nepal, que cubre 305 km² de pastizales abiertos, bosques, lechos de ríos y humedales tropicales a una altitud de 174 a 1.386 m. Fue declarado como Reserva Real de la Vida Silvestre Shuklaphanta en 1976. Una pequeña parte de la reserva se extiende al norte de la Carretera Este-Oeste para crear un corredor para la migración estacional de vida silvestre hacia las Colinas de Siwalik. El río Syali forma el límite oriental hacia el sur hasta la frontera internacional con la India, que delimita el límite sur y oeste de la reserva.
El Santuario de Vida Silvestre de la Reserva de Kishanpur es contiguo en el sur; esta área protegida de 439 km² representa la Unidad de Conservación del Tigre Sukla Phanta-Kishanpur, que cubre un bloque de 1.897 km² de pastizales aluviales y bosques húmedos caducifolios subtropicales.
El área protegida forma parte de la ecorregión de sabanas y pastizales de Terai-Duar y es uno de los ejemplos mejor conservados de pastizales de llanuras aluviales.